# Burg Triptis
Die Burg Triptis befindet sich nahe dem Zentrum der Stadt Triptis im Saale-Orla-Kreis in Thüringen.

## Lage
Die Niederungsburg diente wohl in erster Linie zur Sicherung der Fernstraßen Saalfeld – Gera und Nürnberg – Leipzig.

## Anlage
Von der mittelalterlichen Wasserburg ist heute – neben Mauerresten in den angrenzenden Gebäuden – nur noch der Bergfried erhalten.

## Geschichte
Nach der Triptiser Chronik von J. Barthel soll der Rundturm im 9. Jahrhundert entstanden sein und zwar in der Zeit der Kämpfe zwischen Deutsch- und Slawentum. Ca. 961 sollen die ersten Rundtürme in der Gegend errichtet worden sein. Der Bergfried der Osterburg in Weida entstand wahrscheinlich in der gleichen Zeit. Der Turm war zu Beginn noch nicht so hoch wie er heute ist, sondern niedriger. Angeblich soll es in der Gegend von Triptis einmal 5 solcher Türme gegeben haben, was aber leider nicht genau nachgewiesen werden kann. Zweck dieser Befestigungsanlage war der Schutz des Handelsweges von Saalfeld nach Gera und Leipzig, der durch die damals fast ausschließlich aus Sumpfland und Süßwasserbecken bestehende Gegend führte. Der Rundturm wurde dann im Laufe der Zeit zu einer Burg ausgebaut, zu der auch der angestaute Stadtteich als Wasserhindernis gehörte.
Die urkundlich erstmals 1212 erwähnte Burg dürfte von den Herren von Lobdeburg–Arnshaugk erbaut worden sein. 1290 bzw. 1300 kommt die Burg an die Wettiner. Diese verlehnten (1328) bzw. verpfändeten (1331) die Burg an die Herren Reuß von Plauen zu Greiz. Im so genannten Vogtländischen Krieg von 1354 bis 1358 (die Vögte gegen den König von Böhmen und das Haus Wettin) wird die Burg erobert und weitestgehend zerstört. Die noch vorhandenen Anlagen kommen 1358 wieder an das Haus Wettin.